# Забуті тропічні хвороби
Забу́ті тропі́чні хворо́би (англ. neglected tropical diseases) — група різноманітних з медичної точки зору тропічних інфекційних хвороб, особливо поширених у верствах населення, які мають низький рівень доходів і проживають у деяких районах Африки, Азії, Північної та Південної Америки. Ці хвороби спричинюють різні патогенні мікроорганізми, такі як віруси, бактерії, гельмінти та найпростіші. Різні медичні організації визначають список цих захворювань по-різному.
Всесвітня організація охорони здоров'я (ВООЗ) вважає, що забутими тропічними слід визнати 18 окремих інфекційних хвороб. У країнах Африки на південь від Сахари ці захворювання мають такий самий економічний тягар та соціальний вплив, як малярія і туберкульоз. Деяким із цих хвороб можна запобігти за допомогою ефективних профілактичних заходів або лікувати сучасними препаратами, які доступні в країнах розвиненої медицини, але недоступні в менш розвинених. У деяких випадках ефективне лікування є відносно недорогим. Наприклад, для лікування деяких шистосомозів необхідно лише 0,20 доларів США на одну дитину на рік. Проте контроль забутих тропічних хвороб, за оцінками, потребував фінансування в розмірі від 2 до 3 млрд доларів до 2015—2017 років.
30 вересня 2016 року ВООЗ повідомила про те, що у 2015 році рекордні 979 мільйонів людей отримали лікування щонайменше однієї забутої тропічної хвороби. Це безпрецедентне досягнення, коли так багато людей в одному році були проліковані на глобальному рівні, вперше відбулось завдяки відповідним лікувальним програмам.

## Загальне соціальне значення цих хвороб
Забуті тропічні хвороби контрастують із трьома великими соціальними захворюваннями (ВІЛ-інфекція / СНІД, туберкульоз та малярія), які зазвичай отримують більше фінансування для наукових досліджень і лікування через великий суспільний розголос. Забуті тропічні хвороби, приєднуючись до ВІЛ-інфекції та туберкульозу, роблять останні менш тривалими за перебігом і більш смертоносними. Утім, деякі фармацевтичні компанії взяли на себе зобов'язання пожертвувати всі необхідні ліки для масового лікування, і, зокрема, масову дегельмінтизацію успішно провели в низці країн. Однак такі дії не мають тривалого успіху, якщо не запобігати зараженню.
Сімнадцять забутих тропічних хвороб є пріоритетними для ВООЗ. Ці хвороби поширені в 149 країнах, у яких мешкає понад 1,4 млрд людей (у тому числі більше 500 млн дітей). Це збіднює економіку країн, які розвиваються, на мільярди доларів щороку. Кількість смертей, які спричинили забуті тропічні хвороби, зменшилася від 204 000 в 1990 році до 142 000 у 2013 році. Із 17 забутих тропічних хвороб, 2 планувалось викорінити (дракункульоз — до 2015 року, фрамбезію — до 2020 року), ще 4 — знизити до незначного рівня захворюваності (трахому, африканський трипаносомоз, проказу, лімфатичні філяріїдози — до 2020). Станом на кінець 2015 року, було зафіксовано лише 22 випадки дракункульозу.
Кілька забутих тропічних хвороб, таких як проказа, спричинюють тяжкі каліцтва, які призводять до соціальної стигматизації. Лімфатичні філяріїдози, наприклад, зумовлюють тяжкі каліцтва у вигляді слоновості, які можуть стати причиною відмови в шлюбі й формування нездатності працювати. Дослідження, проведені в Гані та на Шрі-Ланці, показали, що створення груп підтримки для пацієнтів з лімфатичними філяріїдозами можуть підвищити в таких постраждалих самооцінку, якість життя та соціальні відносини через адекватну соціальну підтримку та надати їм необхідні практичні поради про те, як справлятися з хворобою.
Вплив забутих тропічних хвороб тісно пов'язаний із статтю в деяких ситуаціях. Деякі з них непропорційно часто уражають жінок — шистосомози, гарячка денге, анкілостомози, хвороби Шагаса під час вагітності. Дослідження, проведене в Уганді, показало, що жінки легше можуть отримати адекватне лікування, тому що у них менше професійних обов'язків, ніж у чоловіків, і вони більш сприйнятливі до лікування, але незнання місцевими медиками дії ліків на вагітних жінок стало причиною неналежного догляду. Стать слід враховувати при розробці програм лікування.

## Список забутих тропічних хвороб
Існують деякі суперечки між ВООЗ, основним центром контролю та моніторингу захворювань й окремими експертами з інфекційних захворювань щодо того, які хвороби варто класифікувати до забутих тропічних. ВООЗ вважає, що цей список мають складати 18 окремих інфекційних хвороб або їхніх груп:
- гарячка денге,
- сказ,
- трахома,
- виразка Бурулі,
- фрамбезія,
- проказа,
- хвороба Шагаса,
- сонна хвороба,
- лейшманіози,
- міцетома (мадурська стопа)[17],
- теніази та цистицеркоз,
- дракункульоз (хвороба, яку спричинює ришта),
- ехінококоз,
- багатокамерний ехінококоз (альвекокоз),
- породжені вживанням їжі трематодози (клонорхоз, опісторхоз, який спричинює Opisthorchis viverrini, фасціольоз),
- лімфатичні філяріїдози,
- онхоцеркоз (річкова сліпота),
- шистосомози,
- гельмінтози, які спричинюють геогельмінти (анкілостомоз, стронгілоїдоз, аскаридоз, трихоцефальоз, тощо).[1]

Своєю чергою Стів Фізі, дослідник забутих тропічних хвороб, відзначає лише 13 таких хвороб та груп: виразка Бурулі, хвороба Шагаса, дракункульоз, анкілостомоз, африканський трипаносомоз людини, лейшманіози, проказа, лімфатичні філяріїдози, онхоцеркоз, шистосомози, трахома, аскаридоз, трихоцефальоз.
А. Фенвік визнає 12 «основних» забутих тропічних хвороб та їхніх груп: аскаридоз, виразка Бурулі, хвороба Шагаса, дракункульоз, африканський трипаносомоз, лейшманіоз, лепра, лімфатичні філяріїдози, онхоцеркоз, шистосомози, трахома і трихоцефальоз. 
Також останнім часом до них відносять таку ендемічну для Південної Америки хворобу як системний бартонельоз.
Ці 18 захворювань згідно зі списком ВООЗ є результатом патогенної дії п'ятьох різних таксономічних типів біологічних причинних патогенів:
- Віруси — гарячка денге, сказ.
- Бактерії — трахома, виразка Бурулі, фрамбезія, проказа;
- Найпростіші — хвороба Шагаса, сонна хвороба, лейшманіози;
- Гриби — є найбільш частим збудником міцетоми;
- Гельмінти — теніази / цистицеркоз, дракункульоз, ехінококоз, породжені вживанням їжі трематодози (клонорхоз, опісторхоз, який спричинює Opisthorchis viverrini, фасціольоз), лімфатичні філяріїдози, онхоцеркоз, шистосомози, геогельмінтози (анкілостомоз, стронгілоїдоз, аскаридоз, трихоцефальоз тощо);

### Вірусні хвороби

#### Гарячка денге

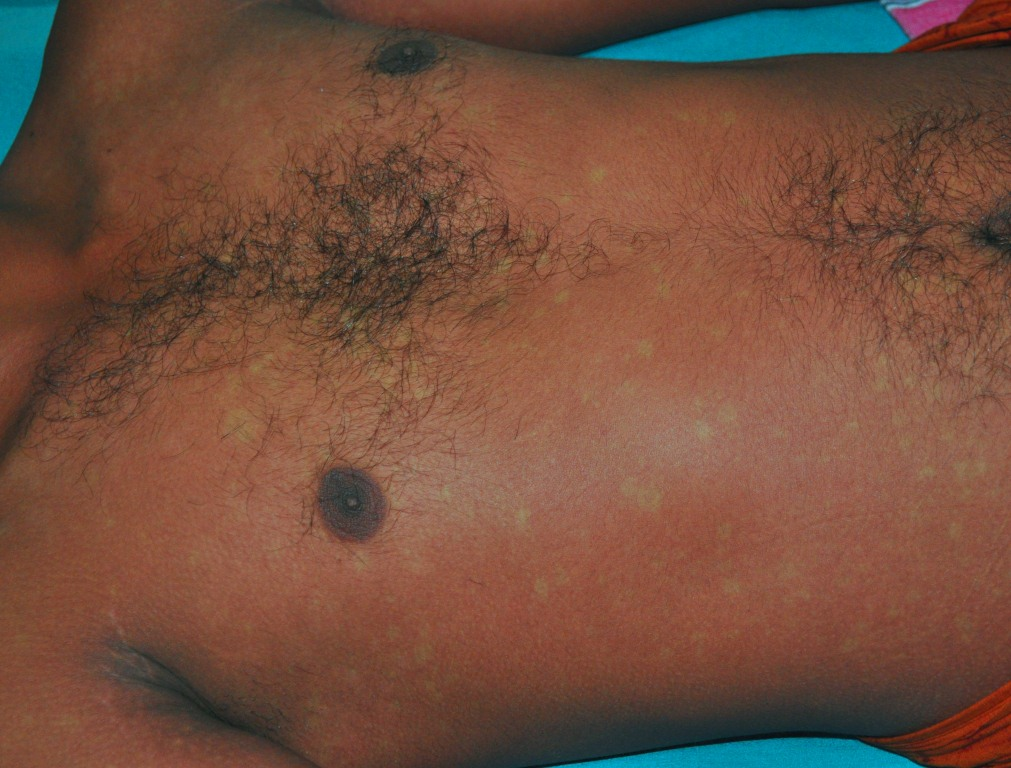
Зворотній розвиток висипу при гарячці денге («білі острови у червоному морі»).

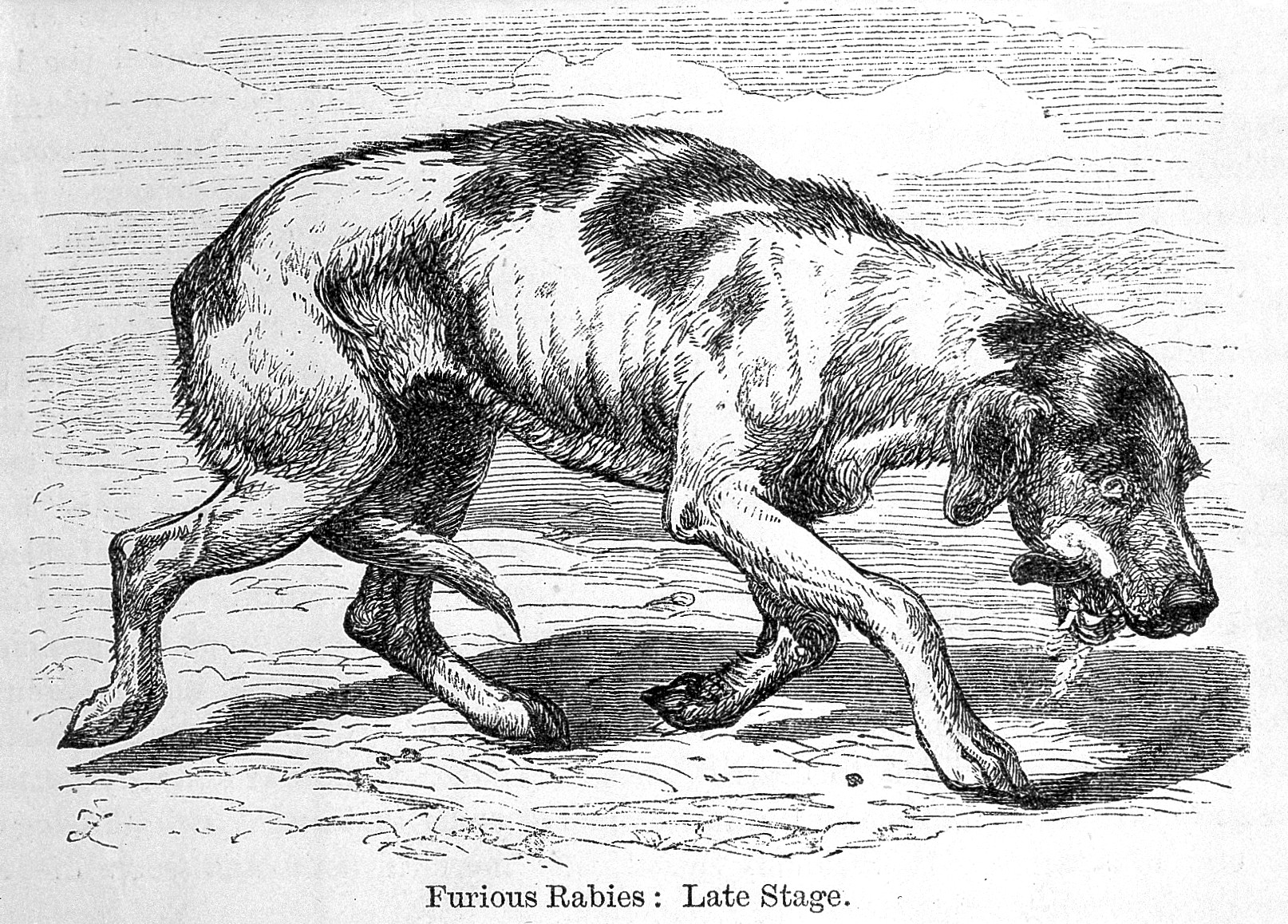
Хворий на сказ собака.

100-400 млн випадків інфікування вірусом денге реєструють в світі щорічно. Класична гарячка денге, як правило, не є смертельною, але людина, яка була інфікована одним з чотирьох серотипів вірусу денге і перехворіла, може пізніше стати більш вразливою перед зараженням іншими серотипами, що здатне призвести до ураження потенційно смертельною формою — тяжкою гарячкою денге. Гарячку денге спричинює флававірус і поширюється вона, в основному, через укус комара A. aegypti. Ніякого лікування, вакцинації від класичної гарячки денге або тяжкої гарячки денге станом на 2016 рік не існує.
Детальніші відомості з цієї теми ви можете знайти в статті Гарячка денге.

#### Сказ
60 тисяч випадків смерті людей від сказу фіксують щорічно. Більш високий показник цього у сільській місцевості, в першу чергу страждають діти. Сказ призводить до смерті у 100% випадків. Його спричинює вірус, який потрапляє до організму через укуси заражених тварин або через інфікування існуючої рани зараженою вірусом слиною тварин. Сказ можна попередити шляхом негайної вакцинації після укусу тварини, а також очищення та дезінфекції ран від укусів (постконтактна профілактика). 99% людей, які заразилися на сказ, могли не захворіти, якщо б було проведено повноцінну вакцинацію собак. Більше 26 млн людей в світі щорічно отримують постконтактну вакцинацію. 
Перші симптоми — набухання рубців, які вже утворилися на місці укусу. Інкубаційний період триває від 15 діб до 1 року, в середньому 3 місяці. У розпалі виникає характерна гідрофобія, аерофобія, в подальшому розвиваються паралічі, смерть настає від зупинки дихання. Сказ не можна виявити до появи симптомів. Він може бути виявлений шляхом дослідження відбитку з кон'юнктиви після того, як симптоми почнуть розвиватися.
Детальніші відомості з цієї теми ви можете знайти в статті Сказ.

### Бактеріальні хвороби

Мапа світового поширення трахоми станом на 2009 рік.

#### Трахома

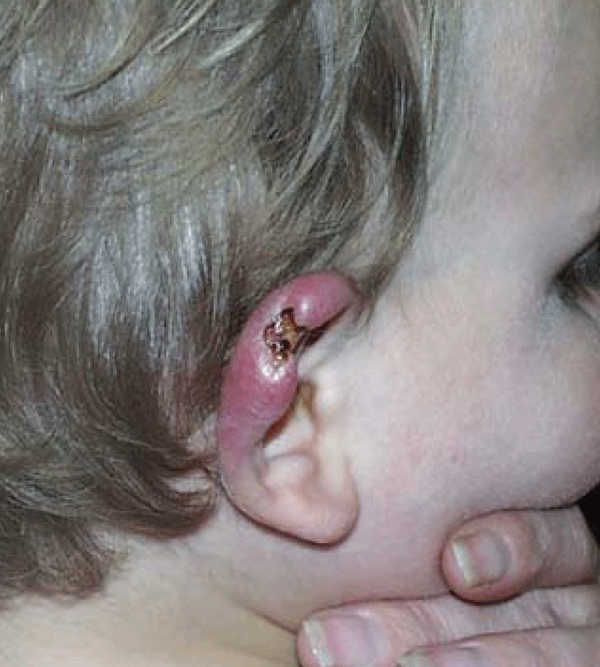
Виразка Бурулі на хрящі вуха у дитини

Із 21,4 млн людей, які хворіють на трахому, 2,2 млн є частково сліпими та 1,2 млн — повністю. 229 млн людей живуть в ендемічних по хворобі регіонах у 53 країнах та ризикують захворіти. На хворобу, в першу чергу, страждають жінки і діти. При цьому захворюванні ризик смерті дуже низький, хоча багаторазові повторні інфекції, в кінцевому підсумку, можуть призвести до тяжкої інвалідності через сліпоту. Трахому спричинюють бактеріальні збудники Chlamydia trachomatis, які поширюються контактно-побутовим шляхом через виділення з очей і, в деяких регіонах, за допомогою «комах, які полюбляють лізти в очі». У лікуванні застосовують антибіотики. Єдиний відомий метод профілактики — особиста гігієна. Основними патологічними змінами є внутрішні травми повік, які призводять до їхнього завороту всередину. Трахому спостерігають в країнах Африки, Азії, Карибського регіону, Близького Сходу та на Папуа-Новій Гвінеї.
Детальніші відомості з цієї теми ви можете знайти в статті Трахома.

#### Виразка Бурулі
Виразка Бурулі поширена в Африці, Азії і Латинській Америці. Реєструється в 33 країнах. Хворобу спричинює бактерія Mycobacterium ulcerans. Хоча летальність при цій хворобі є мінімальною, ускладнення вторинною інфекцією можуть призвести до смерті. Захворювання часто спричинює каліцтво через рубцювання глибоких виразок шкіри, інвалідність, яку можна часто запобігти шляхом раннього лікування.

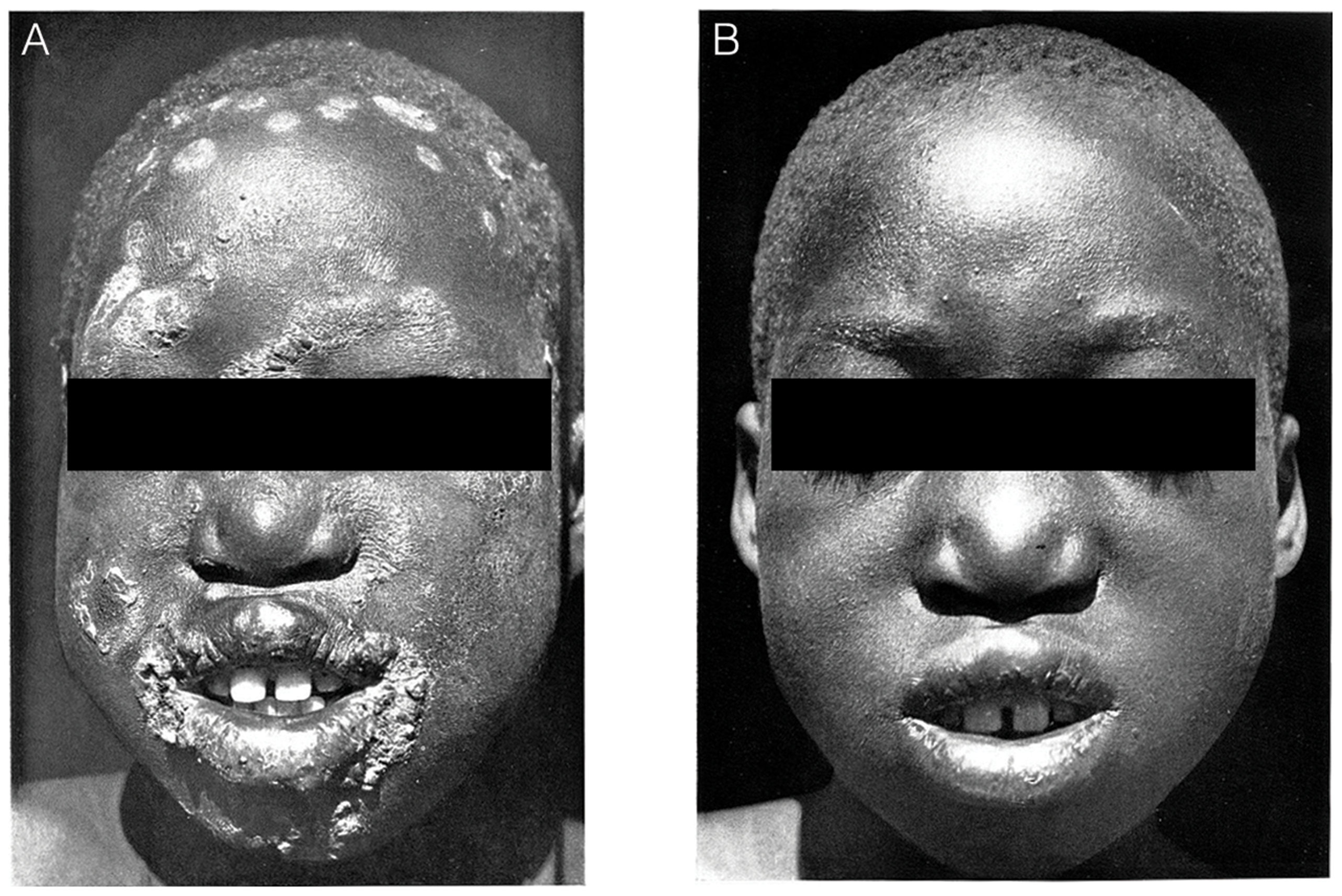
Зміни при фрамбезії — до та після лікування

Детальніші відомості з цієї теми ви можете знайти в статті Виразка Бурулі.

#### Фрамбезія
Дані про поширеність фрамбезії неточні, хоча відомо, що вона, в першу чергу, уражає дітей. Хвороба найбільш поширена в теплих, вологих, тропічних районах Північної і Південної Америки, Африки, Азії і на островах Тихого океану. Загалом 13 країн визнані ВООЗ ендемічними. У 2021 році зарєестровано 123 866 випадків захворювання в світі. Ризик смерті дуже низький, проте захворювання здатне рецидивувати, і через це призводить до інвалідності за відсутності лікування. Це хронічна бактеріальна інфекція, яка передається контактним механізмом, і її спричинюють трепонеми, які близькі до збудника сифілісу. Як і сифіліс її треба лікувати антибіотиками. Хворобі можна запобігти шляхом поліпшення гігієни та санітарії.

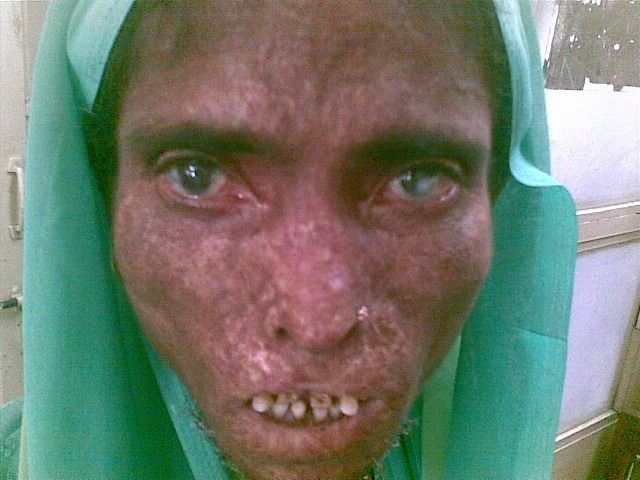
«Левине обличчя» при проказі.

Детальніші відомості з цієї теми ви можете знайти в статті Фрамбезія.

#### Проказа (лепра)
ВООЗ повідомила, що станом на 2023 рік в світі щорічно реєструється 200 тисяч нових випадків прокази. Території поширення хвороби — 121 країна світу. Згідно з даними 2019 року, Бразилія, Індія та Індонезія повідомили про понад 10 000 нових випадків хвороби, тоді як 13 інших країн (Бангладеш, Демократична Республіка Конго, Ефіопія, Мадагаскар, Мозамбік, М’янма, Непал, Нігерія, Філіппіни, Сомалі, Південний Судан, Шрі-Ланка та Об’єднана Республіка Танзанія) повідомили про кількість від 1000 до 10 000 нових випадків. Сорок п’ять країн повідомили про 0 випадків, а 99 повідомили про менше 1000 нових випадків. 
Значний тягар несе ця хвороба — 1-2 млн людей станом на початок XXI століття спотворені через те, що хворіють на проказу. Це відбувається за відсутності адекватного лікування, яке є на сьогодні доступне завдяки міжнародним організаціям під егідою ВООЗ. Проказа є мікобактеріальною хворобою, збудник якої є близьким для збудника туберкульозу. Вакцина БЦЖ має деякий профілактичний ефект проти прокази. Проказа має 5-20 річний термін інкубації, характерним є хронічне запалення шкіри, хрящів, нервів, що призводить до відпадіння деяких частин тіла при прогресуванні хвороби — носа, вушних раковин, пальців, тощо.
Детальніші відомості з цієї теми ви можете знайти в статті Проказа.

### Хвороби, як спричинюють найпростіші

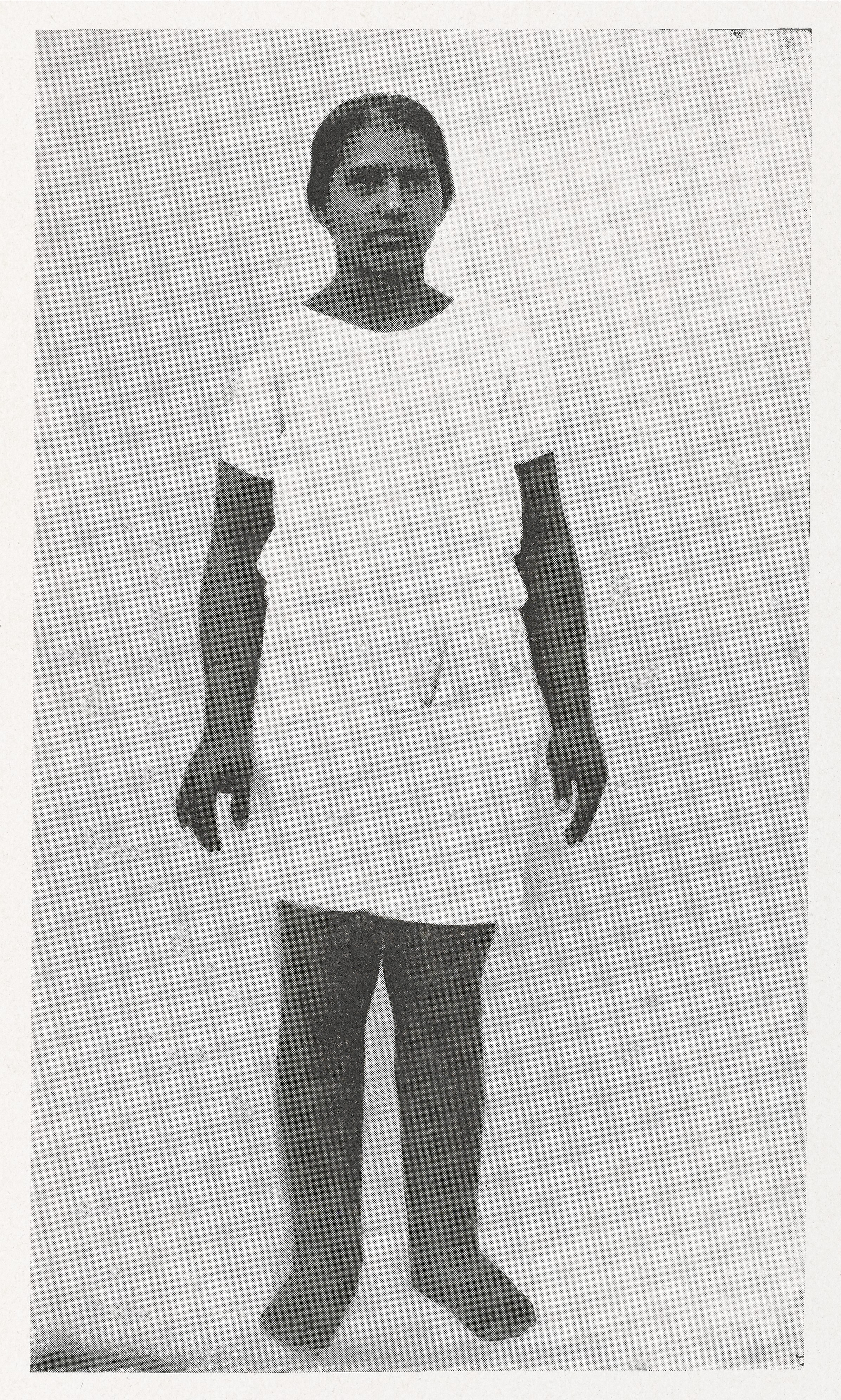
Індіанка, яка має ознаки хвороби Шагаса

#### Хвороба Шагаса

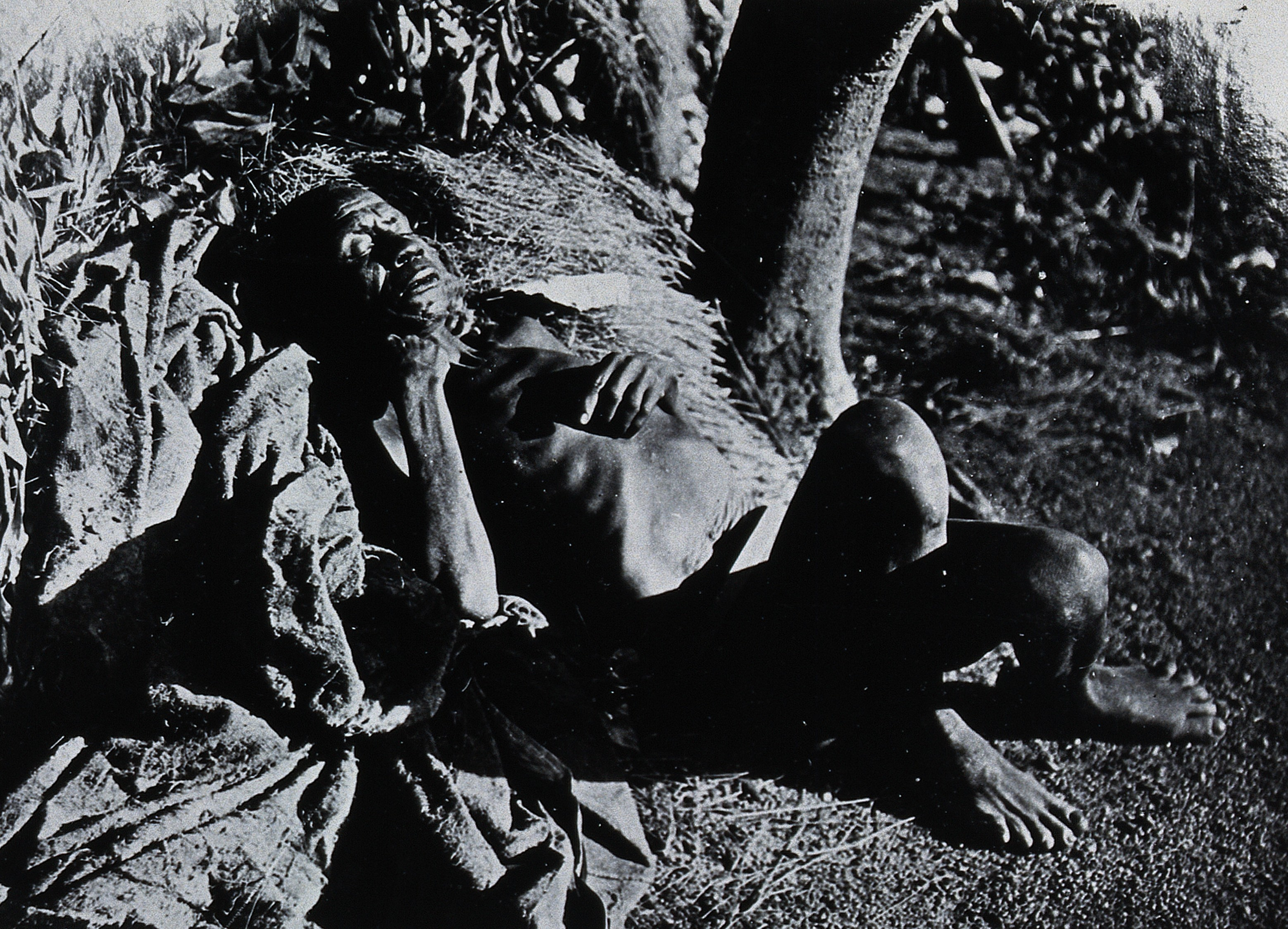
Хворий з Уганди в останній стадії сонної хвороби

Хвороба Шагаса також відома як американський трипаносомоз із групи трипаносомозів. Близько 6-7 млн людей в світі хворіють на хворобу Шагаса. Хвороба поширена в деяких районах 21 країни континентальної частини Південної Америки. Шанси захворіти підвищуються для осіб з ослабленим імунітетом, дітей і літніх людей. Прогресування хвороби можна припинити специфічним лікуванням на ранній стадії. Хвороба Шагаса характеризується прогредієнтним тривалим перебігом, що призводить до тяжких страждань. Її спричинюють найпростіші — трипаносоми. Захворювання передається внаслідок втирання в пошкоджену шкіру інфікованих фекалій триатомових клопів. Зрідка збудники хвороби можуть потрапити до організму внаслідок споживання зараженої їжі або через контакт із зараженими рідинами. Виділяють дві фази хвороби Шагаса. Гостра фаза зазвичай перебігає безсимптомно. В інших випадках першими ознаками, зазвичай, є пурпуровий набряк навколо очей, локальна лімфоаденопатія і гарячка, які супроводжуються цілою низкою інших проявів. Хронічна фаза виникає у 30 % захворілих і може також клінічно перебігати у трьох формах: безсимптомна (найбільш поширена), з ураженням серця, з ураженням травної системи. Хворобу Шагаса можна діагностувати за допомогою серологічного тесту, хоча він дає не дуже чіткі результати. Хворобі Шагаса можна запобігти, уникаючи укусів комах, облаштовуючи будинок москітними сітками, споживаючи гігієнічні продукти харчування, звертаючись за медичною допомогою та проходячи лабораторні тестування.
Детальніші відомості з цієї теми ви можете знайти в статті Хвороба Шагаса.

#### Сонна хвороба
Африканський трипаносомоз також відомий як сонна хвороба. Є паразитарним захворюванням із групи трипаносомозів, її, як і хворобу Шагаса, спричинюють трипаносоми. Станом на 2010 рік зафіксували менше ніж 10000 випадків, а на 2014 рік — 3796 захворілих. За оцінками, на період 2016–2020 років населення, яке знаходиться перед загрозою зараження, оцінюється в 55 млн людей. Хвороба є ендемічною в Субсахарській Африці у 37 країнах. ВООЗ поставило завдання зниження передавання хвороби до практично нульової до 2030 року.

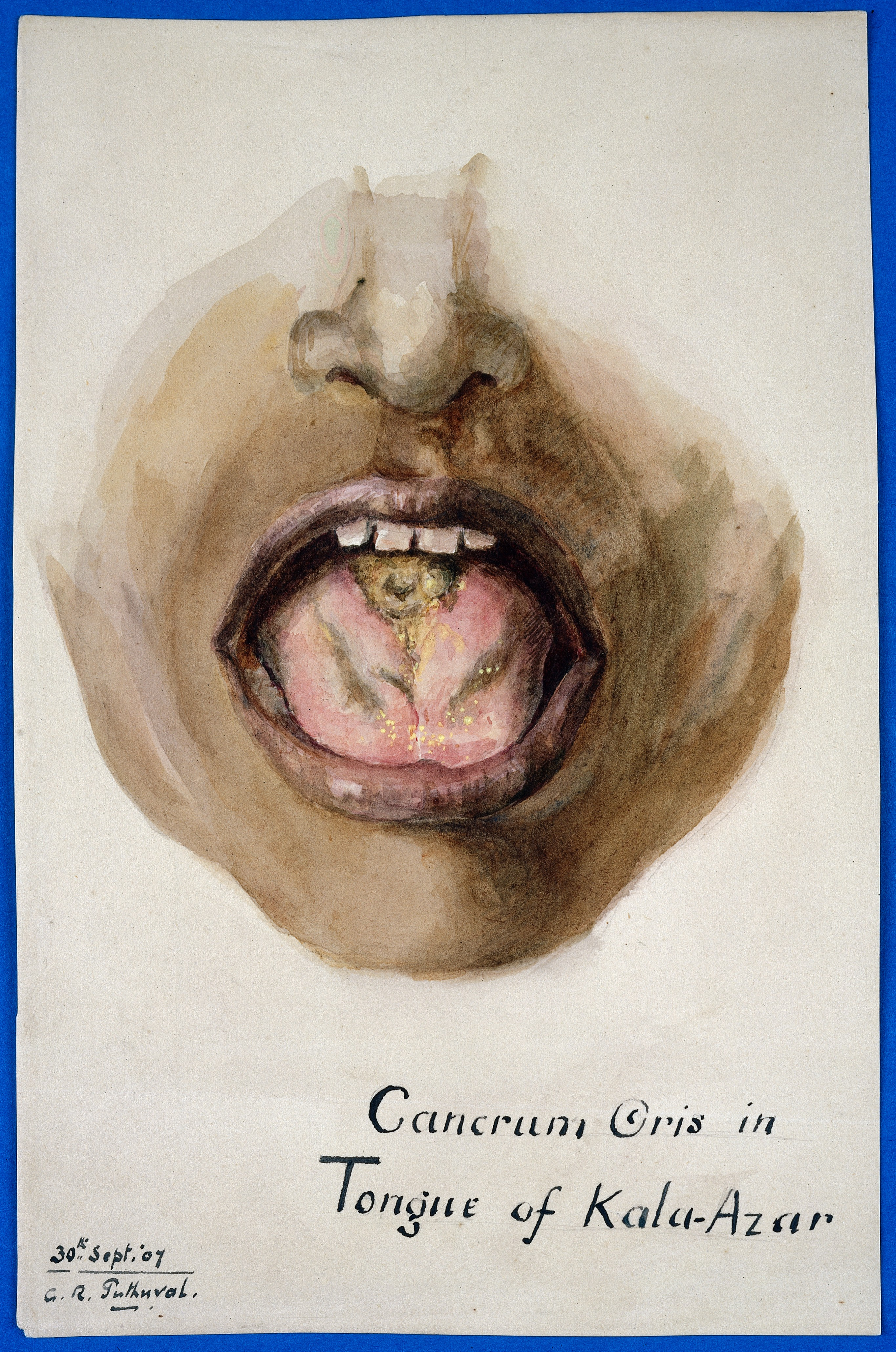
Зміни язика при вісцеральному лейшманіозі на кшталт номи

Африканський трипаносомоз людини поширюються через укус мухи цеце. Найчастішими проявами є гарячка, головний біль, збільшення лімфатичних вузлів на ранньому етапі, порушення режиму сну, зміни особистості, зниження когнітивних функцій і, урешті-решт, кома на пізньому етапі. Сонну хворобу діагностують за допомогою недорогого серологічного тесту. Хвороба завжди закінчується смертю, якщо її не лікувати на ранньому етапі.
Детальніші відомості з цієї теми ви можете знайти в статті Сонна хвороба.

#### Лейшманіози
Існують три людські лейшманіози: вісцеральний, шкірний та шкірно-слизовий. Близько 12 млн людей в світі інфіковані найпростішими — різними лейшманіями, збудниками лейшманіозів. Щорічно відбуваються 20-30 тисяч смертей переважно від вісцерального лейшманіозу,  виникає від 700 тисяч до 1 млн нових випадків. Принаймні 90 % випадків зараження вісцеральним лейшманіозом припадають на Бангладеш, Бразилію, Ефіопію, Індію, Південний Судан і Судан. Шкірний лейшманіоз зустрічається в Афганістані, Алжирі, Бразилії, Колумбії, Ірані, Пакистані, Перу, Саудівській Аравії і Сирії. Близько 90 % випадків шкірно-слизового лейшманіозу припадає на Болівію, Бразилію та Перу. Лейшманіози передаються через укус москітів та . Діагностика ґрунтується на оцінці результатів клінічних, серологічних, паразитологічних тестів. Існують лікарські препарати для лікування, які є досить дорогими.
Детальніші відомості з цієї теми ви можете знайти в статті Лейшманіоз.

### Ураження, які спричинюють гриби

#### Міцетома
Міцетома є хронічним, з поступовим наростанням деструкції, запальним захворюванням зазвичай з ураженням стопи, але іноді ще якась частина тіла може бути пошкоджена. Скоріше за все вона відбувається внаслідок травматичної інокуляції деяких грибів, можливо у поєднанні з бактеріями, в підшкірну основу. Хоча міцетому описали ще в 1694 році, але вперше про неї повідомили в середині XIX століття в індійському місті Мадура і назвали відповідно «мадурською стопою». Міцетома зазвичай уражає молодих людей, особливо чоловіків віком від 20 до 40 років, в основному в країнах, які розвиваються. Люди низького соціального статусу, які фізично працюють, особливо такі, як агропрацівники, скотарі є найбільш постраждалими. Міцетома має численні несприятливі медичні та соціально-економічні наслідки для пацієнтів, спільнот і органів охорони здоров'я.
Детальніші відомості з цієї теми ви можете знайти в статті Міцетома.

### Гельмінтози

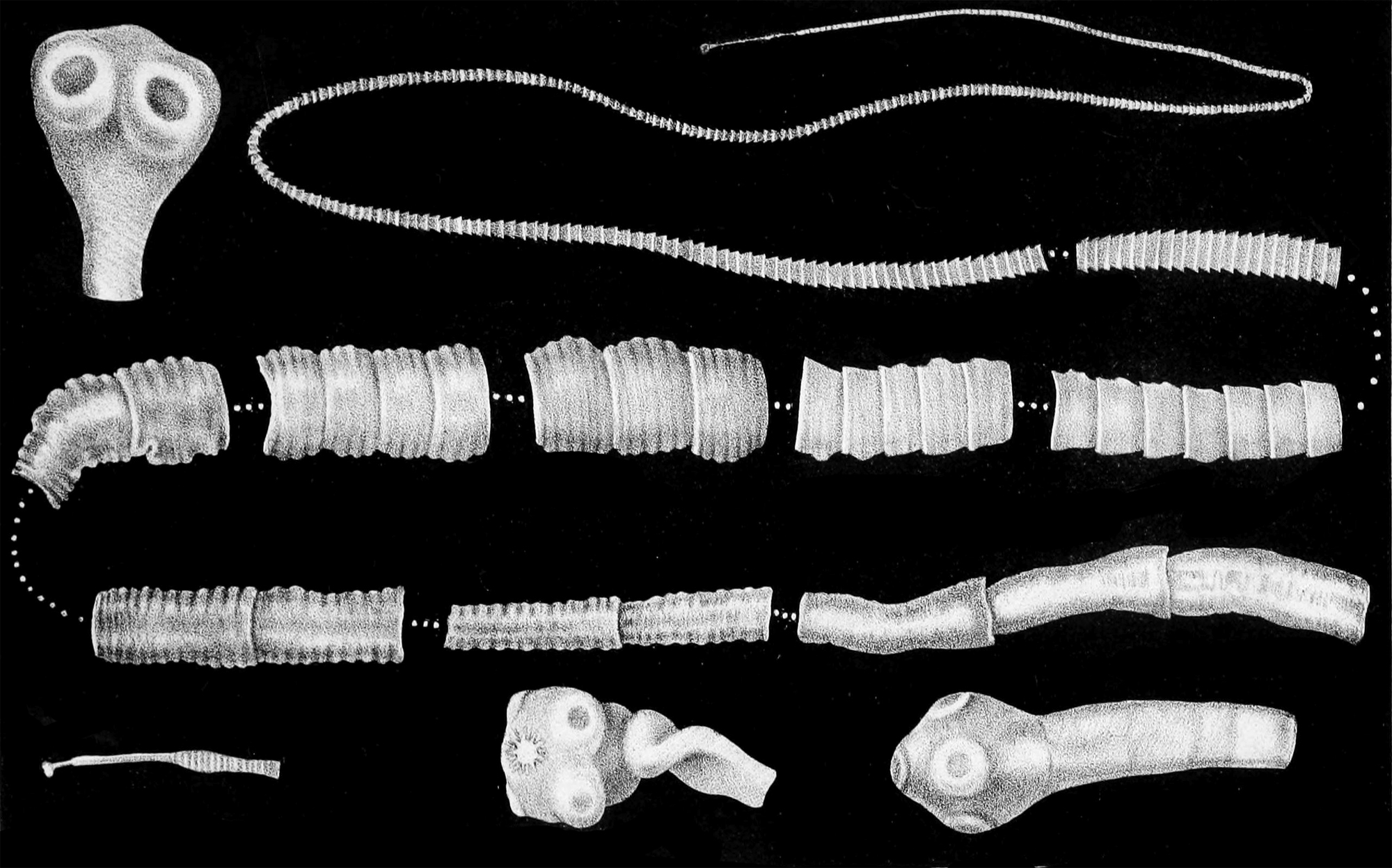
Вигляд свин'ячого ціп'яка — збудника теніозу та цистицеркозу

#### Теніази / цистицеркоз
Цистицеркоз — це зараження личинками свинячого ціп'яка, в той час як теніази — гельмінтози, які спричинюють дорослі ціп'яки. Цистицеркоз є найбільш поширеною причиною епілепсії в країнах, які розвиваються. Хвороби поширені в Азії, Африці, Латинській Америці, зокрема, на фермах. Теніози не є смертельними, в той час як цистицеркоз може спричинити епілепсію, набряк мозку і через це бути фатальним. Цистицеркоз є причиною 30% випадків епілепсії в багатьох ендемічних районах, де люди та свині живуть поруч. У групах високого ризику це може бути пов’язано з 70% випадків епілепсії. Він є найбільш поширеним паразитарним неврологічним захворюванням людини. Відомо, що цю інвазію, як ендемічну, реєструють на всіх континентах, за винятком Австралії, але й там її виявляють в іммігрантів. Цистицеркоз широко поширений у Латинській Америці від Мексики до Чилі. У Північній Америці цистицеркоз загалом спостерігають зрідка, але в останнє десятиліття його усе частіше реєструють серед іммігрантів. Осередки цистицеркозу є в Китаї, Індії, Пакистані, на Філіппінах і в Індонезії, спорадичні випадки виявляють на Африканському континенті. Нині цистицеркоз рідко спостерігають в Європі та, зокрема, в Україні.   
Теніїди, зазвичай, проникають в організм внаслідок споживання зараженої свинини (теніоз) та яловичини (теніаринхоз). Цистицерки — через вживання зараженої їжі, рідше — води, через немиті від ґрунту руки, а також ендогенно. Теніоз має слабко виражені клінічні прояви: біль у животі, нудота, діарея або запор, спостереження частин ціп'яка — проглотид у фекаліях. Цистицеркоз є причиною утворення кіст у різних органах, в першу чергу, у головному мозку та інших пошкоджень, які можуть зумовити головний біль, сліпоту, судоми, гідроцефалію, менінгізм і слабоумство. При теніаринхозі окрім тих же проявів, які відбуваються при теніозі, спостерігають характерне самостійне виділення проглотид поза акту дефекації Гельмінтози можна попередити за допомогою суворих методів інспектування м'яса та утримання худоби, поліпшення гігієни та санітарії, безпечного приготування м'яса, а також виявлення та лікування заражених серед людей, свиней, великої рогатої худоби.

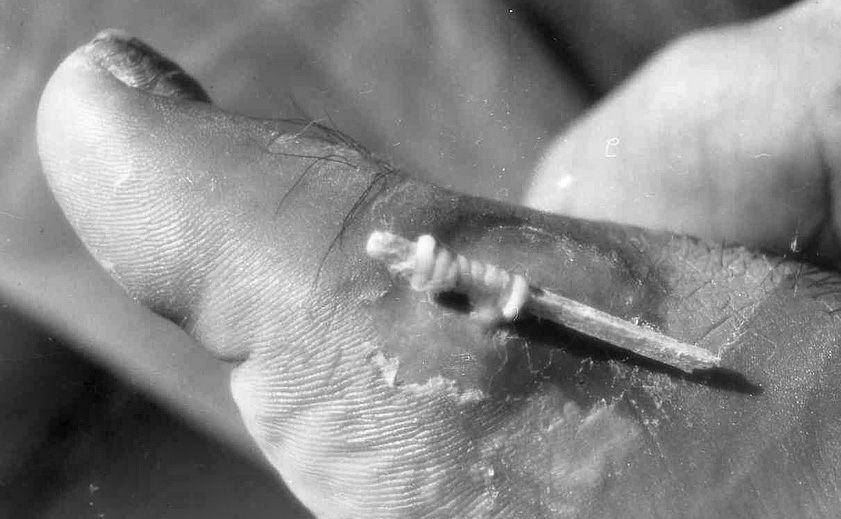
Витягування збудника дракункульозу — ришти способом намотування на сірник

Детальніші відомості з цієї теми ви можете знайти в статті Теніази.
Детальніші відомості з цієї теми ви можете знайти в статті Теніаринхоз.
Детальніші відомості з цієї теми ви можете знайти в статті Теніоз.
Детальніші відомості з цієї теми ви можете знайти в статті Цистицеркоз.

#### Дракункульоз
На XXI століття ВООЗ успішно впроваджує програму повної ліквідації дракункульозу в світі, як це відбулось з натуральною віспою. Внаслідок заходів у 2014 році зафіксовано 126 випадків дракункульозу, тоді як у 2012 році було зафіксовано 512 випадків. Станом на 2020 рік зафіксовано 20 випадків. Станом на 2015 рік — залишилося чотири ендемічних країни, у яких зафіксували 22 випадки: Чад (9 випадків), Ефіопія (3) Малі (5) і Південний Судан (5)., тоді як у 1986 році їх було 3,5 млн. Цей гельмінтоз не є смертельним, але може призвести до тривалого періоду непрацездатності. Дракункульоз відбувається внаслідок водного зараження, коли вода, яка забруднена водяними блохами, які містять в собі ришту, заковтується людиною при питті, купанні тощо та потрапляє всередину травної системи, звідки личинки мігрують до шкіри та починають у ній зростати. Приблизно через рік після зараження формується болючий пухир, який розривається та один або декілька ришт виходять назовні. Ці гельмінти можуть сягати до 1 метра завдовжки. Лікування проводять шляхом промивання та перев'язок ран, які спричинюють ришти, а надалі протягом декількох днів повільно витягають гельмінта на кілька сантиметрів допоки не створюється можливість його витягти повністю. Дракункульозу можна уникнути шляхом фільтрації води, негайного виявлення захворілих для запобігання подальшого поширення хвороби, обробки водойм з протиличинковими засобами (ларвіцидами).

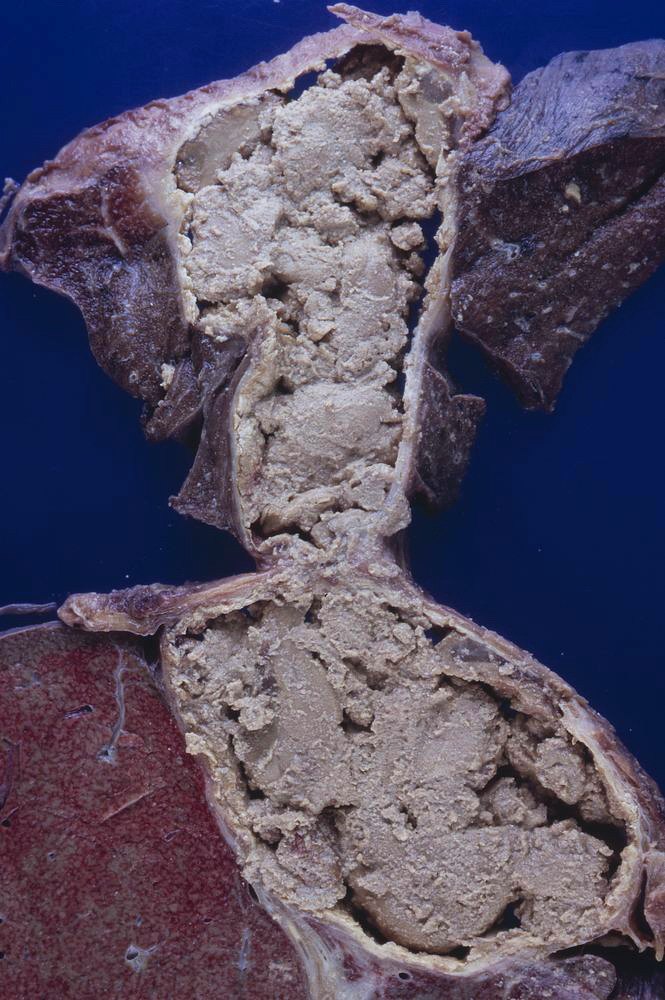
Ехінококові кисти одночасно в легені та печінці

Детальніші відомості з цієї теми ви можете знайти в статті Дракункульоз.

#### Ехінококоз та альвеококоз
На сьогодні ехінококоз поділяють на той, який спричинює однокамерний (гідатидний) ехінокок — власне ехінококоз, та такий, що його спричинює багатокамерний (альвеолярний) ехінокок — у деяких медичних джерелах його називають альвеококозом. Власне ехінококоз поширений у східній частині Середземномор'я, у Північній Африці, Південній та Східній Європі, Південній Америці та Центральній Азії. Альвеолярний ехінококоз виявляють у західній і північній частині Китаю, в Російській федерації, на півночі Північної Америки. Шанси захворіти на ехінококоз вищі в сільській місцевості, і більше мільйона людей інфіковані ехінококами на даний момент. Згідно з даними ВООЗ у ендемічних регіонах рівень людської захворюваності на ехінококоз може досягати більше 50 на 100 000 людських років.
Цей гельмінтоз відносять до зоонозних, люди заражаються так само як тварини, заковтуючи випадково яйця ехінокока через забруднені руки або з водою чи їжею, але при цьому не стають джерелом інфекції для інших людей. Обидві клінічні форми мають безсимптомний перебіг протягом декількох років допоки ураження не досягне відчутних розмірів. При зараженні однокамерним ехінококом виросла кіста, а іноді й декілька, у печінці спричинює біль в животі, нудоту і блювання; киста в легенях зумовлює хронічний кашель, біль у грудях і задишку. У випадку зараження альвеолярним ехінококом первинна кіста розвивається, як правило, тільки в печінці і є причиною втрати ваги, болю в животі, загального поганого самопочуття, а також симптомів печінкової недостатності. Діагностика ґрунтується на застосуванні методів медичної візуалізації та серологічних реакціях. У лікуванні ехінококозу застосовують як хірургічне втручання, так і антгельмінтні засоби. Зараження можна попередити шляхом дегельмінтизації собак, санітарної обробки, належної утилізації екскрементів тварин і вакцинації великої рогатої худоби.

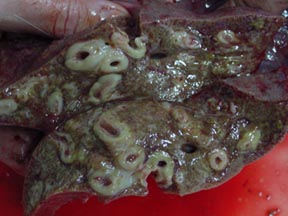
Гіпертрофія жовчних шляхів при фасціольозі

Детальніші відомості з цієї теми ви можете знайти в статті Ехінококоз.
Детальніші відомості з цієї теми ви можете знайти в статті Хвороба, яку спричинює багатокамерний ехінокок.

#### Породжені вживанням їжі трематодози

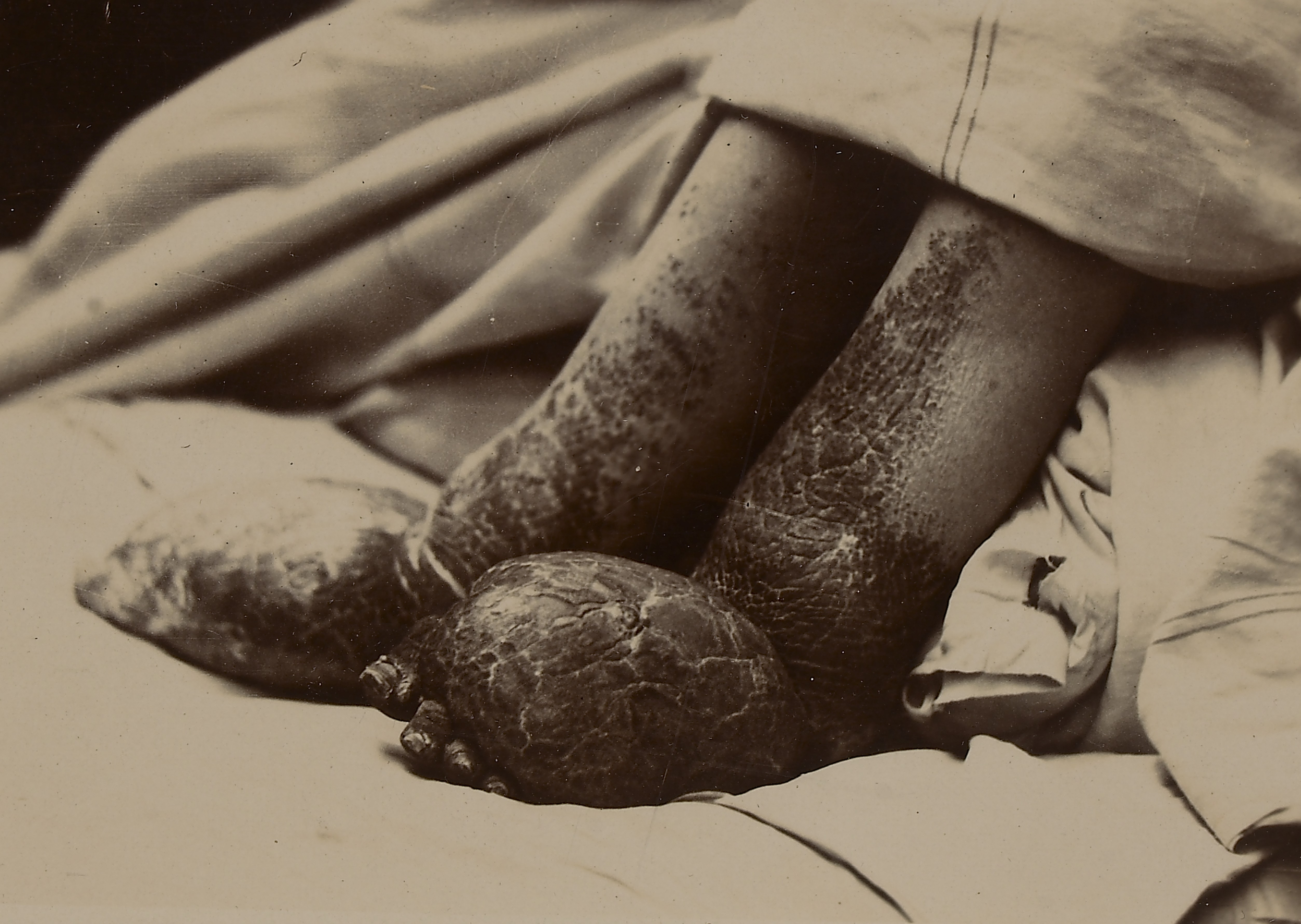
Слоновість нижніх кінцівок внаслідок одного з лімфатичних філяріїдозів

Інвазії, які спричинюють трематоди та передаються через їжу, включають клонорхоз, опісторхоз, фасціольоз. Ці гельмінтози, в першу чергу, відбуваються у домашніх і диких тварин, але передаються й людині. Гельмінти потрапляють в організм при вживанні в їжу таких продуктів харчування, як сира риба, заражена личинками гельмінтів, водна рослинність. Вважають, що принаймні 40 млн людей в світі заражені цими гельмінтами. Вони щороку спричинюють у всьому світі втрату 2 мільйонів років життя через інвалідність і смерть.
Детальніші відомості з цієї теми ви можете знайти в статті Опісторхоз.
Детальніші відомості з цієї теми ви можете знайти в статті Клонорхоз.
Детальніші відомості з цієї теми ви можете знайти в статті Фасціольоз.

#### Лімфатичні філяріїдози
Це підгрупа гельмінтозів, які належать до групи філяріїдозів і характеризуються ураженням лімфатичних судин та вузлів. До лімфатичних філяріїдозів відносять вухереріоз, який спричинює Wuchereria bancrofti, та бругіоз, який зумовлюють Brugia malayi та Brugia timori. Ці гельмінти (філярії) проникають до лімфатичної системи, в тому числі, й до лімфатичних вузлів; в хронічних випадках здатні зумовити елефантіаз (слоновість). Близько 100 млн людей уражені цими гельмінтами в світі. Понад 882 млн людей у 44 країнах світу залишаються під загрозою зараження збудниками лімфатичних філаріїдозів і потребують профілактичної хіміотерапії, щоб припинити поширення цих хвороб.  Переважно це відбувається в екваторіальному поясі Африці, дельті Нілу, Туреччині, Індії, Південно-Східній Азії, Індонезії, Філіппінах, островах Океанії, частині Південної Америки. ВООЗ на сьогодні координує зусилля з ерадикації (викорінення) вухереріозу в світі. Бругіоз малайський виявляють в Індії, Шрі Ланка, Індонезії (Суматра, Ява, Борнео) Малайзії, Філіппінах, південному Таїланді, північному В'єтнамі, Південній Кореї, узбережжі Китаю. Бругіоз тиморський поширений на Зондських островах, Брунею, Східному Тиморі. Зараження людей відбувається виключно при кровосмоктанні, яке здійснюють комахи. Після розвитку в організмі комах під час укусу личинки гельмінтів потрапляють в людський організм, де відбувається розвиток дорослих гельмінтів, самиці яких народжують мікрофілярії. Внаслідок цього при вухереріозі відбуваються гарячка, інтоксикація, лімфаденіти, лімфангіт, специфічні ураження у вигляді слоновості статевих органів, молочних залоз, кінцівок. Для тиморського та малайського бругіозу переважні ураження нижніх кінцівок нижче рівня коліна. Виявлення при мікроскопії мікрофілярій в циркулюючій крові або в сечі, в рідині набряку або у біоптаті підтверджує діагноз. Лікування включає застосування протигельмінтних препаратів. Для лікування тяжкої слоновості проводять хірургічне втручання. Специфічної профілактики при лімфатичних філяріїдозах немає. Головним чинником профілактики є виявлення захворілих для проведення антигельмінтної терапії аби розірвати коло циркуляції гельмінтів.

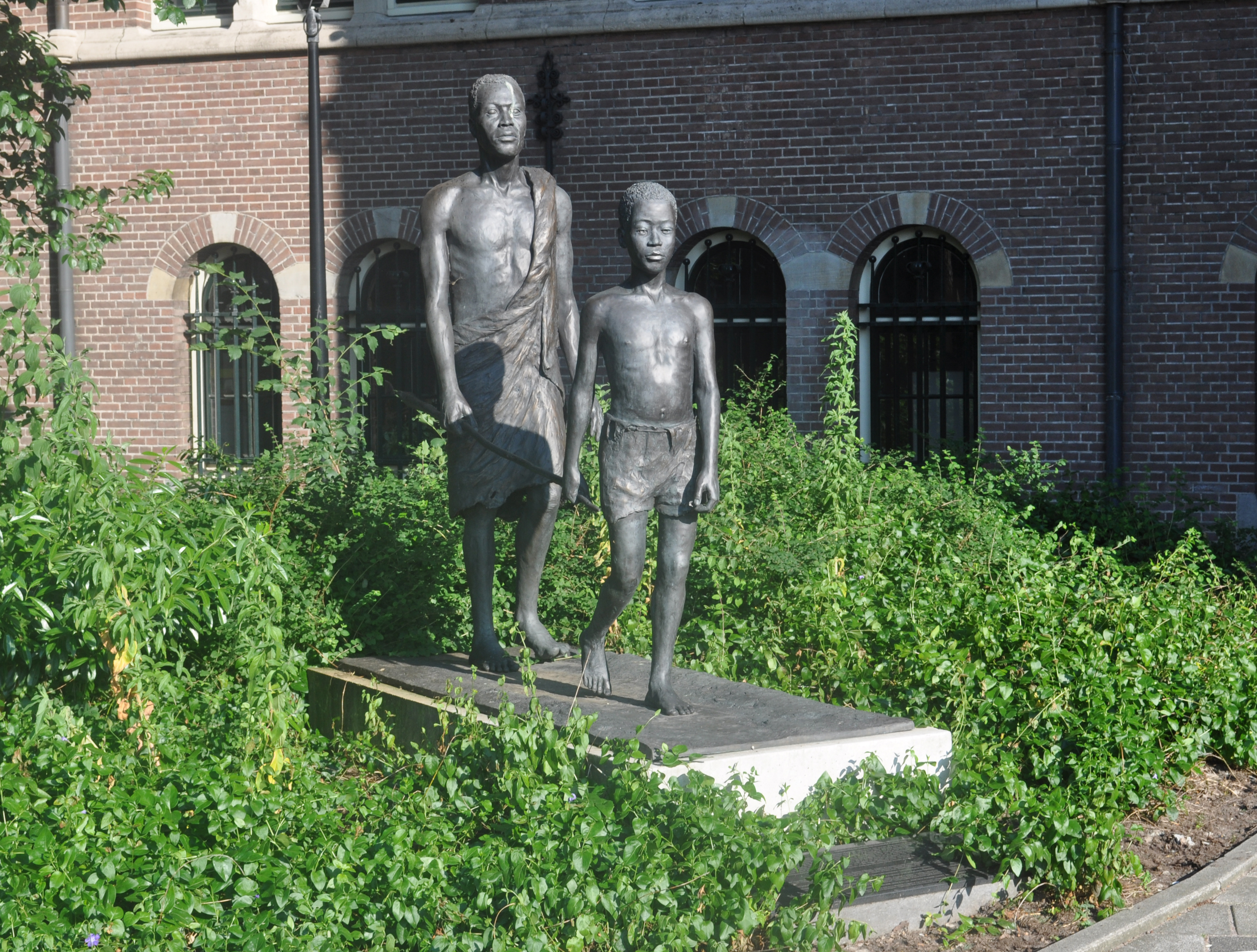
Скульптура «Сліпий серед чудес» Скіпа Воллена. Розміщена на вулиці Маурітскайд в Амстердамі перед Королівським тропічним інститутом. Являє собою хлопчика, який як поводир веде старшу за нього людину, яка засліплена через онхоцеркоз (річкову сліпоту).

Детальніші відомості з цієї теми ви можете знайти в статті Лімфатичні філяріїдози.

#### Онхоцеркоз
Гельмінтоз, який виникає внаслідок інфікування гельмінтом Onchocerca volvulus. Відомий ще як «річкова сліпота». Онхоцеркоз є другою після трахоми інфекційною хворобою за кількістю випадків сліпоти.. Хворобу відносять до підгрупи підшкірних філяріїдозів, групи філяріїдозів. оцінками ВООЗ у 2017 році щонайменше 220 мільйонів людей потребували профілактичної хіміотерапії проти онхоцеркозу, 14,6 млн інфікованих людей вже мали захворювання шкіри, а 1,15 млн — втрату зору. 99 % випадків захворювань припадають на 31 країну Африки південніше Сахари, хоча онхоцеркоз виявляють також у Ємені та в окремих районах Південної Америки, станом на 20 січня 2016 року передача гельмінта триває в Бразилії і Венесуелі виключно серед людей з племені Яномама. Наявність сліпоти за оцінками дослідників скорочує життя уражених на 4-10 років. ВООЗ поводить програму з ліквідації онхоцеркозу в Америці та поступове винищення його в Африці. Чотири країни були підтверджені ВООЗ як вільні від онхоцеркозу після успішного впровадження заходів з ліквідації впродовж десятиліть: Колумбія (2013), Еквадор (2014), Мексика (2015) і Гватемала (2016).
У всьому світі 1,8 млн людей живуть у районах, де більше не потрібне масове призначення ліків від онхоцеркозу.
Джерелом і резервуаром є хвора людина. Онхоцеркоз передається через укуси мошок роду Simulium. Клінічні прояви дуже різноманітні. Прояви онхоцеркоза не з'являються до тих пір, як личинки не дозріють у дорослих особин. У середньому, вони з'являються у період від 9 місяців до 2-х років після інфікування. Основними ознаками є утворення вузлів (онхоцеркоми), атрофія шкіри, обвисання шкіри, депігментація. При потраплянні збудника до ока відбувається помутніння та рубцювання рогівки, виникає сліпота. Традиційно діагноз онхоцеркозу підтверджують знаходженням мікрофілярій при світловій мікроскопії в зразках шкіри, яких взято за допомогою біопсії. Лікування проводять за допомогою протифілярійних препаратів. Проводять оперативне втручання задля видалення онхоцерком. Популяційні стратегії профілактики в ендемічних районах Африки і Південної Америки засновані на боротьбі з мошками і застосуванні регулярного (кожні 6-12 місяців) масового лікування хворих івермектином.
Детальніші відомості з цієї теми ви можете знайти в статті Онхоцеркоз.

#### Шистосомози

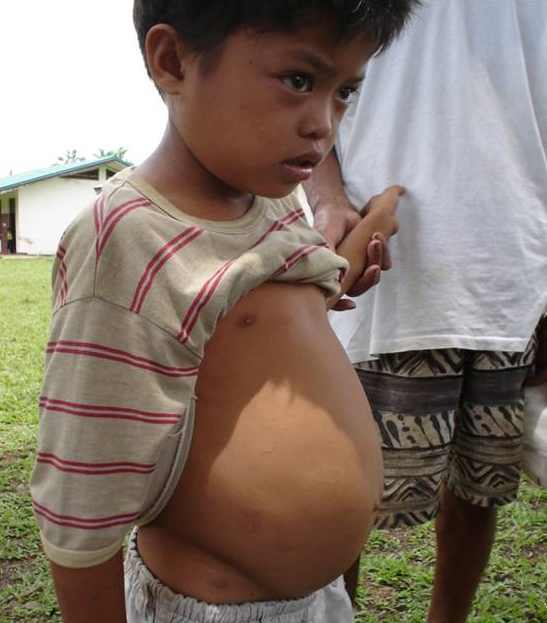
11-річний хлопчик, у якого є асцит і портальна гіпертензія внаслідок шистосомоза (Південний Агусан, Філіппіни)

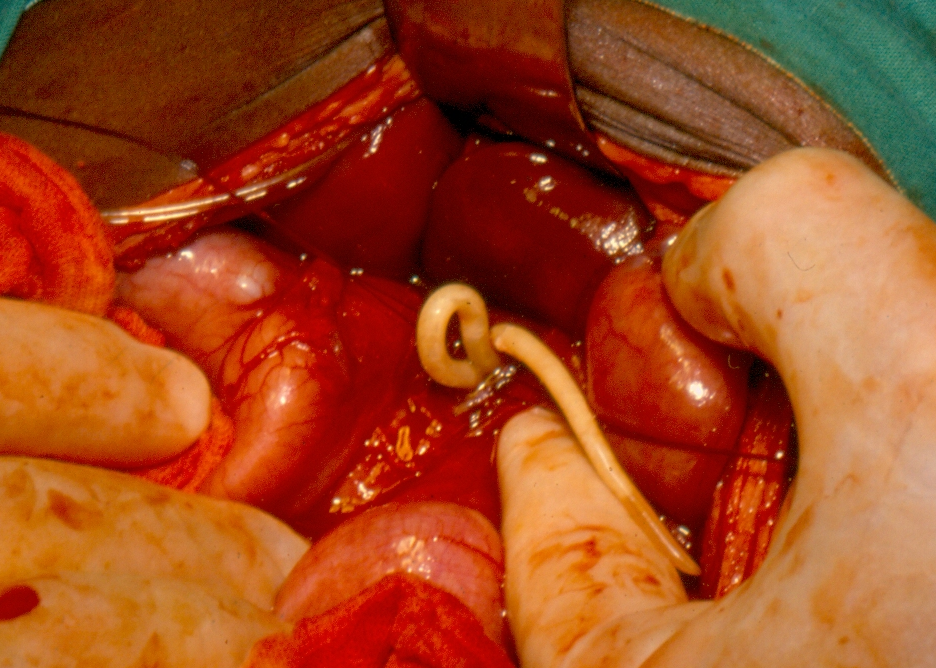
Дорослих аскарид видаляють з жовчних проток пацієнта в Південній Африці.

У світі зареєстровано понад 240 млн випадків шистосомозів, 90 % хворих з проживають в Африці. Приблизно 85 % випадків припадають на 
країни Африки на південь від Сахари. Близько 700 млн людей піддаються ризику зараження в 76 країнах, де ці хвороби вважаються ендемічними, оскільки їхня сільськогосподарська робота, домашні справи та рекреаційна діяльність піддаються впливу зараженої води. Щорічно в усьому світі 200 тисяч смертей пов'язані з шистосомозом. У деяких країнах передачу перервано. За оцінками ВООЗ, близько 251,4 млн людей потребували профілактичного лікування шистосомозу в 2021 році. 75,3 млн людей пройшли лікування в тому ж році. 
Сечостатевий шистосомоз спричинює тяжкі ураження сечостатевої системи, що може призвести до смерті. Кишковий шистосомоз породжує фіброз печінки, портальну гіпертензію та ураження шийки матки (які підвищують сприйнятливість до ВІЛ для жінок). Зараження відбувається при контакті із забрудненою водою. Ці гельмінтози є унікальними в тому, що пошкодження відбуваються не з вини самих гельмінтів, а скоріше через великий обсяг яєць, які гельмінти виробляють. Шистосомоз можна діагностувати за допомогою серологічних реакцій, але вони часто дають непевний результат. Недорогий празиквантел може бути використаний для лікування людей з шистосомозом, але не може вберегти від повторного зараження. Вартість лікування становить 32 центи на дитину в рік. Масове лікування, дегельмінтизація празиквантелем, доступ до чистої питної води, каналізації, санітарна освіта — все це може допомогти із запобіганням шистосомозу. Вакцини знаходяться в стадії розробки.

#### Гельмінтози, які передаються через ґрунт

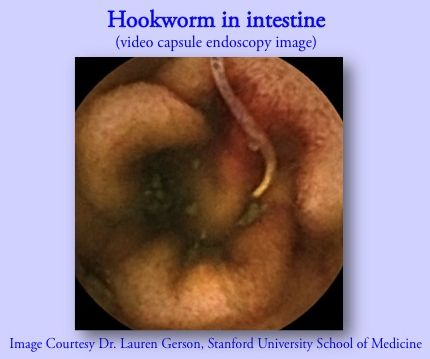
Анкілостома в дванадцятипалій кишці під час фіброгастроскопії

Чотири види гельмінтів здатні передаватися через ґрунт: аскарида людська (аскаридоз), волосоголовець (трихоцефальоз), кишкова вугриця (стронгілоїдоз) та дуоденальна анкілостома і американський некатор (анкілостомози). Приблизно 2 мільярди людей страждають на геогельмінтози по всьому світі, 
що становить 24% людської популяції. Понад 260 млн дітей дошкільного віку, 654 млн дітей шкільного віку, 108 млн дівчаток-підлітків і 138,8 млн вагітних і годуючих жінок проживають у районах інтенсивного поширення цих паразитів і потребують лікування та профілактичних заходів. За оцінками, у всьому світі понад 600 мільйонів людей інфіковані збудником стронгілоїдозу S. stercoralis. Зараження цими гельмінтами найчастіше і з високою потенцією відбувається в країнах Африки на південь від Сахари, Північній і Південній Америці, Китаї та східній Азії. Кожен житель тропіків уражений в середньому 3—4 гельмінтозами, субсахарної Африки — 2—3; Азії, Південної та Центральної Америки — 1. 
Тяжкість стану залежить від кількості гельмінтів в організмі, прояви можуть включати розлади кишки, анемію, нестачу енергетичного постачання до органів та тканин, зниження фізичного і розумового розвитку. Діагностику проводять за звичайними методами виявлення нематодних гельмінтів. Лікування проводять з використанням альбендазолу та мебендазолу. Цим гельмінтозам можна запобігти посиленням гігієнічних навичок аби яйця не потрапляли до рота, вживанням тільки гігієнічно підготовленої їжі та чистої води, поліпшенням санітарних умов, періодичної дегельмінтизації тих людей, які потенційно могли заразитися. ВООЗ рекомендує масову дегельмінтизацію без встановлення діагнозу тоді, коли люди могли з високим рівнем ймовірності заразитися.
Детальніші відомості з цієї теми ви можете знайти в статті Аскаридоз.
Детальніші відомості з цієї теми ви можете знайти в статті Трихоцефальоз.
Детальніші відомості з цієї теми ви можете знайти в статті Анкілостомоз.
Детальніші відомості з цієї теми ви можете знайти в статті Стронгілоїдоз.

### Чікунгунья
Хоча цю хворобу не відносять на сьогодні до класичних 18 забутих тропічних хвороб, але раніше її розглядали у такому списку.
Чікунгунья — вірусне захворювання, яке спричинює тогавірус. Симптоми її нагадують такі при гарячці денге, включають підвищення температури тіла до високих цифр, висип, біль в суглобах. Вірус передають комарі А.albopictus і A.aegypti. Захворювання зустрічається переважно в Африці та Азії.
Детальніші відомості з цієї теми ви можете знайти в статті Чікунгунья.

## Економічний тягар забутих тропічних хвороб
Деякі автори приписують низьку вартість лікування забутих тропічних хвороб великій кількості програм, безкоштовній доставці лікарських засобів окремими фармацевтичними компаніями, а також неоплачуваній праці добровольців, які розповсюджують препарати. Вони також стверджують, що економічний тягар забутих хвороб недооцінений і тому відповідна економічна ефективність занижена. Інвестиційну рентабельність заходів по боротьбі із забутими тропічними хворобами оцінюють між 14-30 %, залежно від захворювання і регіону. Так, довгострокові вигоди дегельмінтизації включають підвищення відвідуваності шкіл на 25 %, а також збільшення доходів дорослих на 20 %.
Однак, вартість лікування деяких з цих захворювань, наприклад, виразки Бурулі, може більш ніж в два рази перевищувати дохід середнього домашнього господарства за найменш прибутковий квартал, в той час як у період найприбутковішого кварталу, вартість трохи менша, ніж середні доходи домашніх господарств. Ці величезні фінансові витрати часто призводять до відстрочення лікування і фінансового краху, існує нерівність між багатими і бідними з точки зору економічного тягаря. Ці хвороби також завдають шкоди економіці з точки зору витрат на охорону здоров'я та втрати продуктивності праці за рахунок тривалої захворюваності та скорочення тривалості життя. У Кенії, наприклад, припускають, що дегельмінтизація збільшує середній дохід дорослого на 40 %. Кожен випадок трахоми оцінюють як втрачену продуктивність у 118 доларів США. Кожен випадок шистосомозів зумовлює втрату 45,4 робочих днів на рік. Більшість хвороб вартують економіці різних країн, які розвиваються, мільйони доларів. Очікують, що великі кампанії профілактики збільшать виробництво продукції сільського господарства і підвищать рівень освіти.